# Riksdagen 1922
Riksdagen 1922 ägde rum i Stockholm.
Riksdagens kamrar sammanträdde i riksdagshuset den 10 januari 1922. Riksdagsarbetet inleddes ceremoniellt genom riksdagens högtidliga öppnande i rikssalen på Stockholms slott den 11 januari. Första kammarens talman var Hugo Hamilton (oberoende konservativ), andra kammarens talman var Bernhard Eriksson (S). Riksdagen avslutades den 10 juni 1922.
1922 års riksdag var den första där kvinnor deltog. Fyra kvinnliga ledamöter (Elisabeth Tamm (L), Nelly Thüring (S), Bertha Wellin (H) och Agda Östlund (S) hade valts in vid andrakammarvalet den 12 september 1921, och Kerstin Hesselgren (L) hade valts in i första kammaren för Göteborgs stad.